# Latrobea hirtella
Latrobea hirtella är en ärtväxtart som först beskrevs av Porphir Kiril Nicolai Stepanowitsch Turczaninow, och fick sitt nu gällande namn av George Bentham. Latrobea hirtella ingår i släktet Latrobea och familjen ärtväxter. Inga underarter finns listade i Catalogue of Life.